# Acer Travelmate 2480
El Acer Travelmate 2480 es un computador portátil de gama media producido por la multinacional taiwanesa Acer. Posee una pantalla WXGA de 14,1" y una tarjeta de video  Intel Graphics Media Accelerator (GMA).
Permite el uso de hasta 2 GB de memoria RAM de 566 MHz. Posee las tecnologías inalámbricas de Wi-Fi y Bluetooth.
Soporta PC Cards Tipo II que permiten la expansión de los servicios del computador mediante nuevos accesorios. Su lector de tarjetas de memoria 5-en-1 facilita el movimiento de archivos multimedia a y desde dispositivos a través de los siguientes formatos: Secure Digital, Multi-MediaCard, Memory Stick®, Memory Stick PRO™, y xD-Picture Card™ 
Posee 3 puertos USB, un puerto VGA y un S-video. Acepta discos duros de hasta 160 GB. Su unidad DVD-Super multi double-layer drive ofrece gran compatibilidad con los DVD y te permite quemar.